# Позориште Роуздејл
Позориште Роуздејл је двоетажно позориште, биоскоп са 260 седишта и место које је било кључно за заселак Роуздејл у данашњем Њујорку, у округу Улстер. Зграда је отворена 1905. године као коцкарница, а филмове је почела да приказје двадесетих година 20. века. До тридесетих година постављена је позороница за уживо наступе и бурлеске. Коцкарницу је на крају преузела локална управа, а користила ју је за смештај градске ватрогасне службе.
Антони Чачио, изнајмио је ову зграду 1949. године и претворио је у биоскоп, који је отворен 18. фебруара 1949. године пројекцијом филма Крв на месецу. Чачио је средином педесетих година био власник целе зграде. За то време, јака поплава оштетила је унутрашњост зграде и сва опрема је морала да се замени. У својим раним годинама позориште је приказивало око 300 различитих филмова сваке године, што га је чинило непопуларним код дистрибутера филмова. Након што је имало мање успехе пројекцијом филмова, позориште се окренуло независним и уметничким филмова и на крају почело да уступа простор за позоришне представе. Чачио је заједно са породицом радио на покретању позоришта, његова супруга Фани продавала је карте и одрађевиала избор филмова и представа, док су синови Антони и Роко и унук Мајкл водили пројекције и на крају управљали позориштем.
Након више од 60 година континенталног рада, породица Чачио продала је позориште.  Ипак, уместо да га прода трговцима некретнина, породица Чачио га је продала непрофиној организацији Роуздејал, која је основана 2009. године, а зграду је купила како би очувала позориште. Групе је месецима скупљала новац, а део њега дошао је од појединачних фондација. Одржано је скоро 60 прикупљања средстава, а велики део обезбедио је писац Пепси Џо након што је Позоришни колектив покренуо успешну кампању за друштвено умрежавање за Пепси Рефреш пројекат у априлу 2010. године. Породица Чачио је 19. августа 2010. године пренела власништво на Позоришни колектив. Од промене власника, позориште је извршило неколико надоградњи опреме, укључујући прелазак на дигитални биоскоп.

## Историјат
Прва зграда саграђена на месту које је сада заузело позориште, била је као ковачка радња, која је подигнута током 19. века да би сервисирала градске млинове за производњу цемента и канал Делавер и Худсон. Садашња зграда отворена је 1905. године као казино Риздејл. Као позориште, зграда се удвостручила и приказивала филмове током двадесетих година 20. века.  Следеће деценије казино је почео да одржава бурлеске и водвилске акте како би привукао пажњу људи, а продигнута је и позорница за наступе уживо.  Зграда је временом постала власништво села и ту је била смештена градска ватрогасна кућа. Позната као Ватрена дворана, ову зграду користила је ватрогасна јединица и као кошаркашки терен. Кошарка је изузетно била популарна у Роуздејлу током четрдесетих година. Дворана Ватрених је након тога постала плесна дворана.

### Власништво породице Чачио
Антонио Чачио који је имао велику сличност са филмским продуцентом Отoм Премингером, добио је дозволу за изнајмљивање зграде од сеоског градоначелника, који је желео да се у селу направио биоскоп. Чачио је отворио коцкарницу која је била једнособна и биоскоп са 300 места 18. фебруара 1949. године. Критичари овог подухвата тврдили су да то неће бити профитаблно и да ће позориште односно биоскоп бити затворен у року од шест месеци. Улазнице су продаване за 50 центри за одрасле и 25 за децу, а први филм који је приказан у уводној вечери био је вестерн Крв на Месецу. Синови од Чачиа и њихови стриц Тони радили су у позоришту као послужитељи у уводној ноћи и на крају управљали позориштем. Чачиова супруга продавала је карте на улазу, а након тога наставила је да продаје карте и радио у позоришту наредних пет деценија, а није тражила никакву зараду. Позориште је неко време служило као ватрогасна служба.
Породица Чачио је била власник зграде до 1945. године, а 1955. године током поплаве, у згради је било 1 м вод, што је уништило њен садржај.  Након тога породица је узела кредите за санацију и добила помоћна средства. Инсталирани су нови пројектори и звучна опрема, заједно са „аутоматима за вучу”. У згради је додата машина за кокице, али се покварила и није замењена до 1965. године. Док је већина биоскопских дворана и позоришта у то време у Сједињеним Државама продавала грицкалице, данашње позориште Роуздејл је забранило уношење хране у објекат из разлога што је након сваке представе или пројекције било доста хране на поду у објекту. Антони Чачио млађи био је обучен да управља позориштем. До 1980. године цене улазнице била су упола мање него код конкурентних позоришта, а годишње је позориште посећивало између 40.000 и 50.000 људи.
Неколико година након отварања 1949. године, филмови су се проказивали само два дана, а осталим данима позориштне представе. Око 300 различитих филмова приказано је током сваке године. Брзим увођењем и уклањањем филмова из промета, позориште је постало непопуларно код дистрибутера филмова, често је било приморано да чека док се филм не прикаже у оближњем Кингстону, што се понекад показало корисним; многи филмови постајали су популарни и добијали награде тек након прве премијере.
Како би надокнадио свој недостатак првопријављених филмова, позориште је започело приказивање независних филмова, филмова локалних уметника и страних уметничких филмова.  Дуготрајни покровитељи објекта су углавном били незадовољни његовим радом. Избегавање неколико приказиваних филмова током неколико недеља такође је омогућило театру да дистрибутерима плаћа нижи проценат његовог бруто профита од сваког филма. Анотиони Чачио старији имао је мождани удар крајем деведесетих година, али наставио да ради у позоришту, а преминуо је 1998. године. Исте године његов унук Мајкл Чачио почео да је да води позориште и подржао увођење перформанса уживо, што је био главни разлог што је позориште почело да приказује уметничке филмове. Баба Мајкла Чачиа је одредила који филмови се могу приказивати у биоскопу и радила је у позоришту све до смрти 2004. године.
Историја позоришта је документована филмом од 8 минута, који су снимили четири тинејџера из Роуздејла. Они су присуствовали пројекцији филма Фаренхајт 9/11 у позоришту, а наконт ога се уписали у летеи филмски камп желећи да направе документарни филм управо о позоришту Роуздејл. Снимање је трајало шест недеља, а филм је завршен у августу 2004. године. Овај документарни филм приказан је 2005. године и поново поводом 60. годишњице театра, 2009. године. До 2009. године, цена карата била је 6 америчких долара, док је кесица кокица коштала 1 долар. Пиће, као и колачи који је пекао Анотио Чачио млађи такође су коштали 1 долар. Позориште је послужило као једна од три локације за пројекцију Вудсток Филм Фестивала, заједно са позориштима у Рајнбеку и Вудстоку. Након годинама одупирања живој музици и у друге сврхе, позориште је дозволило да се његова позорница користи као платформа за митинг Џона Кенедија 26. октобра 2004. године, што је уједно био први пут да се овај објекат користи за полиитичке сврхе за 55 година. До 2005. године, представе уживо су биле уобичајена појава у позоришту.  Акустика зграде је такође учинила погодном за музичке наступе, почевши од јесени 2006. године са џез изведбом Кевина Махоганија.

### Кампања очувања
Роко Чачио је изненада преминуо у новембру 2008. године, а породица је била принуђена да продао објекат. У новембру 2009. године програмер некретнина понудио је да купи позориште од Чачиоса за 500.000 америчких долара. Приватна позоришта локална група Роуздејл формирана је у октобру 2009. године ради куповине и очувања позориште. Колектив је саветовао одбро који је чинио 17 људи, углавном глумци и сценаристи. 
 Група је планирала да прикупи укупно 100.000 долара за авансно плаћање преко рока од 15. марта 2010. године, а прикупила је 13.000 долара до 9. децембра, да би до 18. децембра исте године прикупила 25.000 долара. and performances.
Посланик државне скупштине Њујорка Кевин Чахил указао је на подршку групи у свом билтену у јануару 2010. године. Кевин је још као дете боравио у позоришту и апеловао на колектив да се по сваку цену бори да купи позориште. Породица Чачио изразила је жељу да прода позориште колективу за очување позоришта јер су многи из колектива били њихови породични пријатељи и други људи од поверења. До краја фебруара 2010. године РТЦ је прикупио потрбне паре и купио позориште.

### Управљање објектом
је у јулу 2010. године узело хипотеку од 380.000 америчких долара на позориште, од две банке.   Након што је породица Чачио водила позориште 61 годину,  Theatre Collective је преузео власништво 19. августа 2010. године.
Група се сложила да ће програм позоришта бити исти као и током рада породице Чачио, те да ће имати изложбе, наставити да издају простор за Вудсток филмски фестивал, али и да обнове зграду и дигитализују опрему. Theatre Collective је до октобра 2010. године набавио велики нови екран, прикладнији за позорницу. У децембу 2010. године у згради је инсталирано осам стерео звучника и два нискотонца. До фебруара 2011. године Theatre Collective је такође додала дигитални пројектор и сервер за дигитално програмирање, као и нови телефонски систем. Група је најавила да планира постоље за концесију, дизање сервера и непрекидно напајање. Крјаме фебруара 2011. године, посланик Чахил помогао је Theatre Collective да обезбеди 175.000 америчких долара за реновирање зграде.
Реновирања су укључивала побољшања штандова за улазнице и концесије, као и поправке система осветљења, крова, плафона и купатила позоришта. Такође су купљене нове завесе, замењене зидне облоге и обновљен спољни део зграде. У марту 2011. године аплицирано је за 300.000 до 500.000 долара за обнову зграда у улици у којој се налази позориште Роуздејл. Агенција одговорна за расподелу бесповратних средстава известила је да позориште може добити до 250.000 долара државног финансирања да би се помогло у успостављању или проширењу културе и пословања.